# محمدشفیع تبریزی

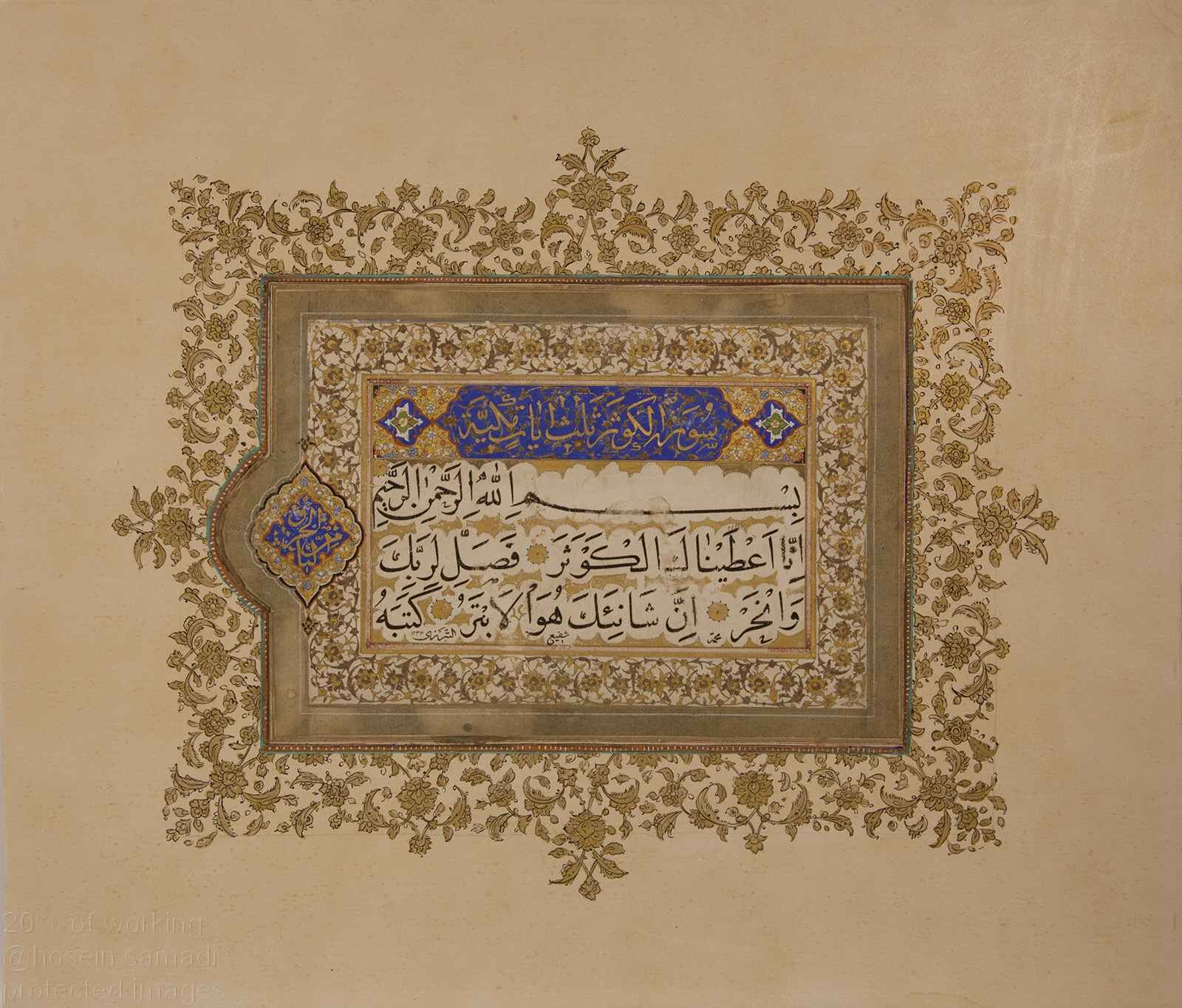
نمونه‌ای از آثار محمدشفیع تبریزی

محمدشفیع تبریزی از خوشنویسان ایران و مسلط به خط نسخ بوده است.
او فرزند میرزا محمدعلی خوشنویس و از نسخ‌نویسان طراز اول تبریز در سده سیزدهم هجری است. قدرت قلم او را کمتر کسی از معاصرینش داشته و از آثار او بسیار در دست است. سی و دومین قرآنی که نوشته دیده شده است. درگذشتش را ۱۲۵۲ ه‍. ق گفته‌اند که خطاست و آثار تاریخ‌دارش تا سال ۱۲۶۲ه‍. ق نیز موجود است.
فرزند محمد شفیع، هم‌نام پدربزرگش بود و محمدعلی نام داشت. او نیز از خوشنویسان نسخ و نستعلیق است.